# Parolpium
Genre
Parolpium est un genre de pseudoscorpions de la famille des Olpiidae.

## Distribution
Les espèces de ce genre se rencontrent en Afrique subsaharienne et en Asie.

## Liste des espèces
Selon Pseudoscorpions of the World (version 3.0) :
- Parolpium gracile (Beier, 1930)
- Parolpium minor (Ellingsen, 1910)
- Parolpium pallidum Beier, 1967

et décrite depuis :
- Parolpium litoreum Nassirkhani & Zamani, 2018

## Publication originale
- Beier, 1931 : Neue Pseudoscorpione der U. O. Neobisiinea. Mitteilung aus dem Zoologischen Museum in Berlin, vol. 17, p. 299-318.